# Zapalenie wsierdzia Libmana-Sacksa
Zapalenie wsierdzia Libmana-Sacksa (ang. Libman-Sacks endocarditis) – postać nieinfekcyjnego zapalenia wsierdzia, obserwowana w przebiegu tocznia rumieniowatego układowego (SLE).
Jednostkę chorobową opisali jako pierwsi Emanuel Libman i Benjamin Sacks z nowojorskiego Mount Sinai Hospital w 1924.